# Rhantus pseudopacificus
Rhantus pseudopacificus är en skalbaggsart som beskrevs av Michael Balke 1993. Rhantus pseudopacificus ingår i släktet Rhantus och familjen dykare. Inga underarter finns listade i Catalogue of Life.